# Манадзуру (1934)
Манадзуру (Manazuru, яп. 真鶴) — міноносець Імперського флоту Японії типу «Тідорі», який брав участь у Другій світовій війні.

## Історія створення
Корабель, який став другим серед міноносців типу «Тідорі», спорудили у 1934 році на верфі «Фудзінагата» в Осаці. Кораблі цього типу первісно мали значні проблеми з остійністю, зокрема через встановлення озброєння, що не відповідало доволі незначній водотоннажності — міноносці отримали 127-мм артилерію головного калібру в баштах (з двома гарматами на носу та з 1 на кормі) та два двотрубні торпедні апарати. Після інциденту з перевертанням у 1934 році однотипного корабля «Томодзуру» всі міноносці типу пройшли серйозну перебудову. Вони отримали 120-мм гармати у щитових установках, причому тепер на кормі були 2 з 3 гармат головного калібру, оскільки одна установка зайняла місце демонтованого кормового торпедного апарату. Максимальна швидкість кораблів при цьому знизилась з 30 до 28 вузлів.

## Історія служби
На момент вступу Японії до Другої світової війни «Манадзуру» належав до 21-го дивізіону міноносців у структурі Третього флоту, спеціалізацією якого були конвойно-десантні операції. 23—29 листопада корабель пройшов з Японії до Такао (наразі Гаосюн на Тайвані), звідки вийшов 6 грудня для безпосереднього супроводу загону, який мав здійснити висадку на островах Батанес у Лусонській протоці (японське командування запланувало кілька допоміжних десантів на Філіппіни, що мали передувати доставці основних сил до затоки Лінгайєн). Уже в перший день бойових дій 8 грудня (події на Філіппінах відбувались по іншу сторону лінії зміни дат від Перл-Гарбору) японці успішно висадились на зазначених островах (можливо відзначити, що у цій операції «Манадзуру» діяв разом зі ще 3 міноносцями та есмінцем «Ямагумо», не рахуючи менших кораблів).
17 грудня 1941-го «Манадзуру», 3 інші міноносці та «Ямагумо» вийшли з Кіруну (наразі Цзілун на Тайвані) для прикриття 3-го транспортного загону, що включав 21 транспорт та брав участь у транспортуванні сил вторгнення до затоки Лінгайєн. Висадка десанту тут відбулася в ніч проти 22 грудня, після чого «Манадзуру» прибув до Такао.
29 грудня 1941 — 2 січня 1942 «Манадзуру» ескортував конвой з Такао до острова Камігуін у Лусонській протоці, при цьому 31 грудня він здійснив рейс на південь та зняв контрадмірала з «Ямагумо», який підірвався на міні на вході до затоки Лінгайєн. 4—8 січня 1942-го «Манадзуру» провів конвой з Камігуїну до Давао на південному узбережжі філіппінського острова Мінданао (японці висадились на Камігуїні в перші дні війни, а тепер готувались до наступу з Мінданао на схід Нідерландської Ост-Індії).
9 січня 1942-го «Манадзуру» та 3 інші міноносці вийшли з Давао для участі в десанті на острів Таракан (центр нафтовидобувної промисловості біля північно-східного узбережжя острова Борнео), де в ніч проти 11 січня відбулась успішна висадка.
16—18 січня 1942-го «Манадзуру» разом зі ще одним міноносцем супроводив конвой до острова Голо (на однойменному острові у філіппінському архіпелазі Сулу). 22 січня вони вийшли з Голо та приєднались до сил вторгнення до Балікпапану (ще один центр нафтовидобувної промисловості на сході Борнео, південніше від Таракану), які в ніч на 24 грудня провели висадку десанту.
З 12 по 22 лютого 1942-го «Манадзуру» проходив у Давао ремонт машинної установки, 23—25 лютого перейшов до Балікпапану ([[на той час входила у активну фазу японська операція з висадки десанту на схід Яви), проте був вимушений знову стати на ремонт.
10 березня 1942-го 21-й дивізіон міноносців розформували, після чого «Манадзуру» передали до 23-ї особливої військово-морської бази (23rd Special Base Force), яка належала до Другого Південного експедиційного флоту, відповідального за контроль над Нідерландською Ост-Індією. 28 березня корабель прибув до Макасару (південно-західний півострів острова Целебес), після чого узявся за патрульно-ескортну службу в цьому районі.
5 травня 1942-го «Манадзуру» призначили для використання у метрополії та підпорядкували військово-морському округу Осака (Osaka Guard District). 9—23 травня корабель пройшов з Макасару до Японії, після чого понад рік ніс патрульно-ескортну службу в районі протоки Кії (веде до Внутрішнього Японського моря між островами Хонсю та Сікоку) та на комунікації між нею і Йокосукою. З 1 квітня 1943-го «Манадзуру» належав до військово-морського округу Йокосука (Yokosuka Naval District).
5 вересня 1943-го «Манадзуру» перевели до 1-го ескортного дивізіону (з 10 квітня 1944-го — у 4-му ескортному дивізіоні), після чого він ніс патрульно-ескортну службу на азійському напрямку та водив конвої до Формози і Окінави (а на початковому етапі також до Маніли).
21 лютого 1945-го «Манадзуру» ескортував конвой з Кагосіми (південне завершення Кюсю) до Окінави. 1 березня лише за десяток кілометрів від Нахи корабель був атакований та потоплений літаками авіаносного з'єднання.